# 尾上広和
尾上 広和（おのうえ ひろかず、1948年3月19日- ）は、日本の実業家。グローリー代表取締役会長。兵庫県出身。

## 来歴
1970年に関西学院大学商学部卒業後、国栄商事（現・グローリー）入社。2001年取締役、2011年代表取締役社長などを経て2019年から現職。
2019年11月に旭日中綬章を受章した。